# Linia kolejowa Zwiahel – Szepetówka
Linia kolejowa Zwiahel – Szepetówka – linia kolejowa na Ukrainie łącząca stację Zwiahel I ze stacją Szepetówka. Zarządzana jest przez dyrekcję korosteńską Kolei Południowo-Zachodniej (oddział ukraińskich kolei państwowych).
Znajduje się w obwodach żytomierskim i chmielnickim. Na całej długości jest zelektryfikowana. Odcinek Zwiahel I – Majdan-Wyła jest jednotorowy, natomiast pozostała cześć linii do Szepetówki dwutorowa.